# Kocktails with Khloé
Kocktails with Khloé è un talk show che tratta tematiche riguardanti la cultura pop statunitense, trasmesso sul canale via cavo FYI il 20 gennaio 2016. La serie è presentata da Khloé Kardashian. Nell'aprile 2016 FYI ha cancellato Kocktails with Khloé dopo una stagione.

## Produzione
La serie è stata creata il 21 luglio 2015. Il network ha ordinato otto episodi di un'ora; la produzione di Kocktails with Khloé iniziarono immediatamente dopo l'annuncio. Il talk show è presentato dalla personalità televisiva e socialite Khloé Kardashian, che è ben nota per essere apparsa nella serie televisiva reality Al passo con i Kardashian e nei suoi spin-off. Oltre ad essere apparsa nei reality con la sua famiglia, ha precedentemente partecipato ad altri progetti, incluso quello di presentatrice della seconda stagione di The X Factor con Mario Lopez nel 2012, oltre a partecipare a DJ for Khloé After Dark per la stazione radio di Miami Y100 nel 2009. Il talk show è prodotto da Craig Piligian e Derek W. Wan dei Pilgrim Studios, e Gena McCarthy, Toby Faulkner e Lauren Wohl dalla rete, nonché dalla stessa Khloé Kardashian.